# Въдица
Въдицата е основен инструмент за риболов, с помощта на който кукичката със стръвта (примамката) се доставя на определено разстояние, посредством замятане.
Въдицата изпълнява и друга основна функция – служи за изваждане на уловената риба. Благодарение на своите еластични и якостни свойства тя амортизира дърпанията (ударите) на рибата.
В най-общия случай въдицата е оборудвана с риболовен прът, риболовна линия включваща корда (риболовен шнур), плувка, тежести и кукичка.
Като допълнително оборудване, при риболов на леко или основно оборудване за(спининг, риболов на тежко и др.) се използва и риболовна макара.